# Dirty Devil
Pour les articles homonymes, voir Devil (homonymie).
La rivière Dirty Devil ((en) Dirty Devil River) est une rivière de l'Utah aux États-Unis, affluent du fleuve Colorado et longue d'environ 129 kilomètres.

## Géographie
Elle débute dans le comté de Wayne à la confluence entre les rivières Fremont et Muddy et se dirige dans une direction SSE à travers un canyon profond de 600 mètres dans les comtés de Waybe et comté de Garfield. Sur ses derniers 32 kilomètres elle entre dans la Glen Canyon National Recreation Area et se jette dans le Colorado au niveau du lac Powell.

## Étymologie
La rivière a été nommée en 1869 par John Wesley Powell. Butch Cassidy se cachait dans les canyons des affluents de la rivière Dirty Devil dans les années 1890.